# Municipio de Kiruna
El municipio de Kiruna (en sueco: Kiruna kommun; en finés: Kiirunan kunta; en noruego: Kiruna kommune; en sami septentrional: Girona gielda) es un municipio en la provincia de Norrbotten en el extremo norte de Suecia. Su sede se encuentra en la ciudad de Kiruna. Es el municipio más septentrional del país y con 20 715 kilómetros cuadrados es el más grande de Suecia, cubriendo aproximadamente el 4,6% de su área total. Su economía está dominada por la mina de mineral de hierro Luossavaara-Kiirunavaara, dirigida por la empresa minera estatal LKAB.

## Geografía
El monte Kebnekaise, la montaña más alta de Suecia y de Laponia, con 2104 metros sobre el nivel del mar está localizado al oeste de Kiruna. Hay más de 6000 lagos en el municipio, siendo el lago Torneträsk el más grande. Siete ríos lo atraviesan, llamados Kalix, Torne, Lainio, Rautas y Vittangi, así como el río Könkämä y el río Muonio que marcan la frontera con Finlandia. El parque nacional de Abisko, uno de los últimos grandes parajes vírgenes de Europa, se localiza en la frontera con Noruega, establecido ya en 1909.

## Localidades
Hay siete localidades (o áreas urbanas) en el municipio:
| # | Localidad    | Población |
| - | ------------ | --------- |
| 1 | Kiruna       | 18,154    |
| 2 | Vittangi     | 789       |
| 3 | Jukkasjärvi  | 519       |
| 4 | Svappavaara  | 394       |
| 5 | Kuttainen    | 364       |
| 6 | Karesuando   | 313       |
| 7 | Övre Soppero | 220       |